# Linnaemya siamensis
Linnaemya siamensis là một loài ruồi trong họ Tachinidae.